# Condado de Lac qui Parle
El condado de Lac qui Parle (en inglés: Lac qui Parle County), fundado en 1871, es un condado del estado estadounidense de Minnesota. En el año 2000 tenía una población de 8.067 habitantes con una densidad de población de 4 personas por km². La sede del condado es Madison.

## Geografía
Según la oficina del censo el condado tiene una superficie total de 2015 km² (778 mi²), de los que 1981 km² (764,9 mi²) son tierra y 34 km² (13,1 mi²) (1,70%) son agua. Por este condado circulan los ríos Minnesota, Lac qui Parle y Yellow Bank y además existen numerosos lagos.

## Condados adyacentes
- Condado de Big Stone - norte
- Condado de Swift - noreste
- Condado de Chippewa - este
- Condado de Yellow Medicine - sur
- Condado de Deuel, Dakota del Sur - suroeste
- Condado de Grant, Dakota del Sur - oeste

### Principales carreteras y autopistas
- U.S. Autopista 75
- U.S. Autopista 212
- Carretera estatal 40
- Carretera estatal 119
- Carretera estatal 275

## Demografía
Según el censo del 2000 la renta per cápita media de los habitantes del condado era de 32.626 dólares y el ingreso medio de una familia era de 41.556 dólares. En el año 2000 los hombres tenían unos ingresos anuales 27.939 dólares frente a los 19.681 dólares que percibían las mujeres. El ingreso por habitante era de 17.399 dólares y alrededor de un 8,50% de la población estaba bajo el umbral de pobreza nacional.

## Ciudades y pueblos
- Bellingham
- Boyd
- Dawson
- Louisburg
- Madison
- Marietta
- Nassau
- Ortonville

### Municipios
| - Municipio de Agassiz - Municipio de Arena - Municipio de Augusta - Municipio de Baxter - Municipio de Camp Release - Municipio de Cerro Gordo - Municipio de Freeland - Municipio de Garfield - Municipio de Hamlin - Municipio de Hantho - Municipio de Lac qui Parle | - Municipio de Lake Shore - Municipio de Madison - Municipio de Manfred - Municipio de Maxwell - Municipio de Mehurin - Municipio de Perry - Municipio de Providence - Municipio de Riverside - Municipio de Ten Mile Lake - Municipio de Walter - Municipio de Yellow Bank |